# Willie Runs the Park
Willie Runs the Park é um filme mudo em curta-metragem norte-americano de 1915, do gênero comédia, estrelado por Harold Lloyd.

## Elenco

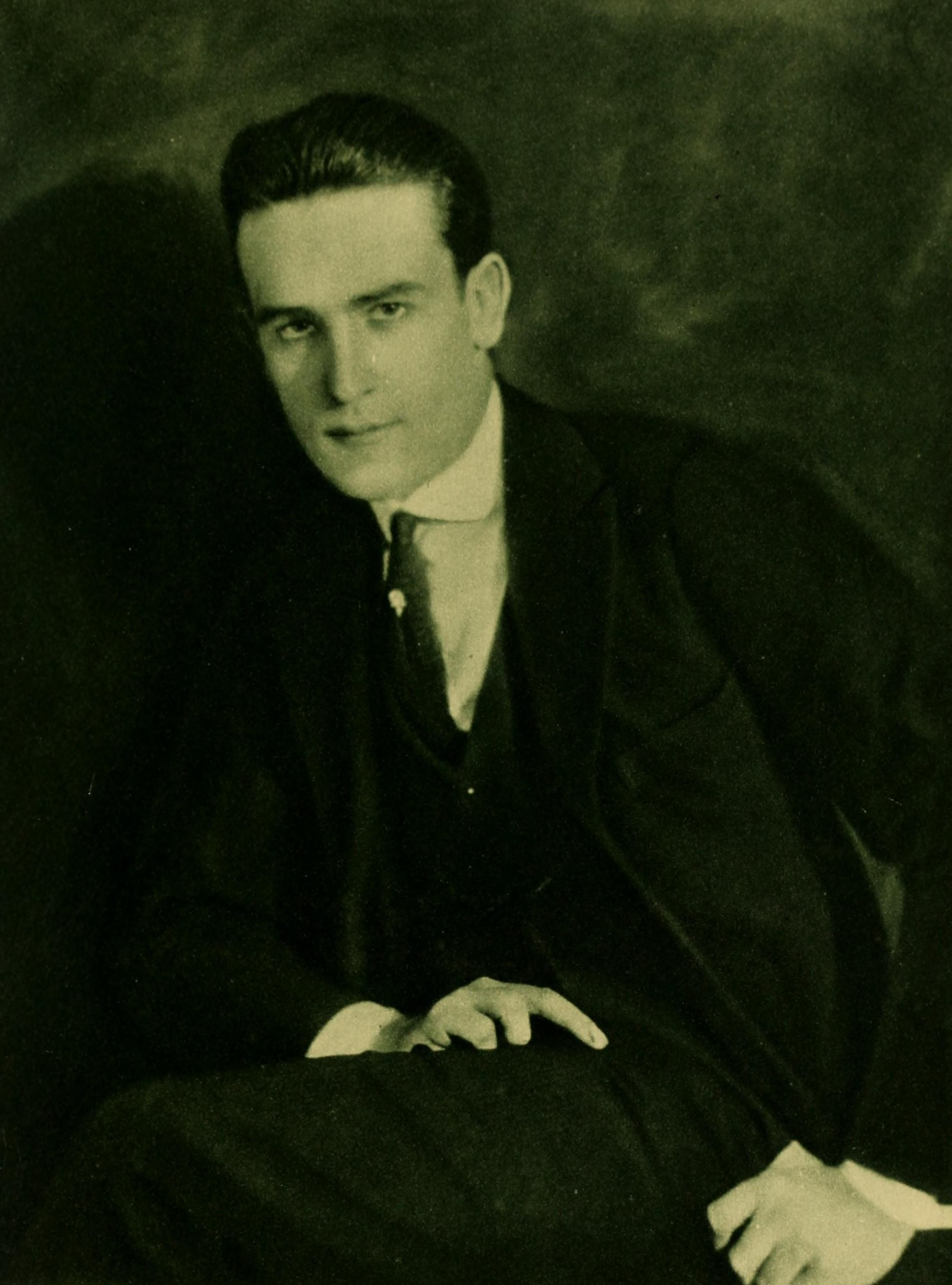
Harold Lloyd

- Harold Lloyd - Willie Work
- Jane Novak - A menina bonita
- Roy Stewart - Rival de Willie